# RollerCoaster Tycoon 3
RollerCoaster Tycoon 3, Almindeligvis forkortet RCT3 er et strategi- og simuleringscomputerspil. Det er den tredje del i RollerCoaster Tycoonserien, Og blev først udgivet den 26. oktober 2004 i Nordamerika. I RollerCoaster Tycoon er det spilleren, der har ansvaret for forvaltningen forlystelsesparker; Forlystelserne som kan/skal bygges eller rives ned, terræn og natur bliver justeres, og priserne kontrolleres for at holde besøgende eller "peeps" lykkelig.
RollerCoaster Tycoon har to metoder til gameplay. I karriere mode, skal spillerne gennemføre forudbestemt mål. I den nye sandkassen mode, har spillere ubegrænset tid og penge til at skabe deres egne brugerdefinerede parker.  Nye Funktioner til serien omfatter evnen til at importere og eksportere tilpassede attraktioner, design brugerdefinerede scenarier og kigger, en in-game optager, og en fuldt tredimensional verden spillere kan se fra alle vinkler.